# Ingrid Lammertsma
Ingrid Lammertsma (6 september 1967) is een Nederlandse oud-atlete, die zich had gespecialiseerd in het speerwerpen. Ze werd op dit onderdeel driemaal Nederlands kampioene. Op 11 juni 1989 verbeterde ze in Rotterdam met de oude speer het Nederlands record naar 61,98 m.

## Loopbaan
In 1985 behaalde Lammertsma op de Europese kampioenschappen voor junioren in het Oost-Duitse Cottbus een bronzen medaille. Met 55,92 eindigde ze achter de Oost-Duitse Regine Kempter (goud; 61,70) en de Joegoslavische Danica Živanov (zilver; 60,10). Bij de Europacup C wedstrijden, die in 1989 in Dublin werden gehouden, behaalde ze een gouden medaille met exact dezelfde afstand.

## Nederlandse kampioenschappen
| Onderdeel   | Jaar             |
| ----------- | ---------------- |
| speerwerpen | 1985, 1990, 1993 |

## Persoonlijk record
| Onderdeel                     | Prestatie       | Datum        | Plaats    |
| ----------------------------- | --------------- | ------------ | --------- |
| speerwerpen (600gr oud model) | 61,98 m (ex-NR) | 11 juni 1989 | Rotterdam |

## Palmares

### speerwerpen
- 1985:  NK - 56,32 m
- 1985:  EJK - 55,92 m
- 1986:  NK - 53,16 m
- 1987:  NK - 50,26 m
- 1989:  Europacup in Dublin - 55,92 m
- 1990:  NK - 58,62 m
- 1993:  NK - 53,90 m
- 1994: 5e NK - 46,68 m

## Onderscheidingen
- KNAU jeugdatlete van het jaar (Fanny Blankers-Koen plaquette) - 1985